# Житие святой Нины
«В начале в Грузии, как и в Армении, господствовало убеждение, что христианство в Грузии насаждено миссионерской деятельностью просветителя армян св. Григория и его учеников. Но после церковного разрыва с армянами, и особенности же с половины IX в., когда конфессиональная рознь между этими двумя соседними народами достигла высшей точки напряжения, в Грузии стали отметать всякие следы религиозно-культурной связи с армянами даже в прошлом; находя неудобным иметь общего с армянами миссионера, они стали искать самостоятельного, независимого от армян, просветителя, какового нашли в лице той пленницы, о которой кратко повествуют византийские историки».
Житие святой Нины — один из древнейших памятников грузинской агиографической литературы.
Создано к середине IX века. Автор произведения не известен. 
Самая ранняя версия жития сохранилась в Шатбердской рукописи последней четверти X века. Древнейшая копия «Жития» называется «Обращение Грузии (Картли)». Произведение разделено на 16 глав.
Для литературы большое значение имеет последующая обработка текста в метафрастическом духе, приписываемая Арсению (XI—XII века).